# HMS Royal George (1788)
HMS Royal George — 100-пушечный линейный корабль первого ранга. Пятый корабль Королевского флота, названный в честь королей Георгов Ганноверской династии.

## Постройка
По данному чертежу были построены только два корабля, второй — HMS Queen Charlotte (1790). Корабль заказан 25 марта 1782 года у королевских верфей Chatham Shipyard в Чатеме под названием HMS Umpire, но 11 сентября 1783 года, ещё до закладки имя корабля было изменено на HMS Royal George. Спущен на воду в 1788 году. Строительством судна занимался корабельный мастер Николас Филлипс, а после июля 1790 года Джон Нельсон, который и закончил строительство корабля
. При постройке имел 42-фн пушки на нижнем деке, впоследствии заменены на 32-фн.

## Служба
Участвовал во Французских Революционных и Наполеоновских войнах.
В 1794 году под флагом вице-адмирала Александра Худа корабль участвовал в морском сражении между Великобританией и Французской республикой в водах Атлантического океана, которое вошло в историю под названием «Славное первое июня» (англ. Glorious First of June).
Уже в звании адмирала Худ сделал его своим флагманом в бою у острова Груа 1795 года.
В 1807 году был флагманом адмирала сэра Джона Дакворта во время экспедиции в Александрию.
В Плимуте корабль был списан с действительной службы в июле 1814 года, отправлен на слом и разобран в феврале 1822 года.